# Louis Duhamel
Pour les articles homonymes, voir Duhamel.
Louis Duhamel, né le 23 avril 1829 à Saint-Omer (Pas-de-Calais) et mort le 6 décembre 1907 à Paris, est un avocat, fonctionnaire et homme politique français.

## Biographie
Né à Saint-Omer le 23 avril 1829, Louis-François-Charles Duhamel est le fils de Sophie-Augustine-Aimée Duhamel, née Caron, et de François-Louis Duhamel, propriétaire.
Après avoir commencé ses études dans sa ville natale, Louis Duhamel les poursuit à Paris, à la Faculté de droit, dont il sort avec une licence. Il est déjà avocat le 27 décembre 1859, jour de son mariage avec Jeanne-Charlotte-Valentine Midy de La Greneraye (1830-1882), une nièce de Balzac. L'année suivante, il est inscrit au barreau de la capitale.
Lors du siège de Paris, il prend part à la défense de la capitale en tant que sergent-fourrier au 6e bataillon de la Garde nationale de Paris.
Après la guerre, à l'occasion des élections cantonales du 8 octobre 1871, il est élu conseiller général du Pas-de-Calais dans le canton de Saint-Omer-Sud avec 1 348 voix (soit 51% des suffrages exprimés), contre 898 (34%) au conseiller sortant, le fabricant de sucres Pierre-Édouard Belin, et 294 (11%) à un troisième candidat, Gréhan.
En 1876, il devient le secrétaire particulier de Jules Grévy, président de la chambre des députés, dont il partage les opinions républicaines.
Lors des élections législatives françaises de 1876, Duhamel est sollicité par les électeurs républicains avancés de la première circonscription de Saint-Omer, mais il choisit finalement de laisser le champ libre à l'ancien sous-préfet Louis Devaux, républicain modéré. Pour les élections de 1877, il choisit de se présenter dans la 2e circonscription face au député bonapartiste sortant Charles Levert, mais il est battu par ce dernier.
En 1879, quand Grévy est élu président de la République, Duhamel devient son chef de cabinet. Dès cette époque, il est en proie aux moqueries de la presse d'opposition, qui le caricature en maquereau car il serait le propriétaire d'un immeuble situé au no 56 de la rue Taitbout et connu pour abriter une maison close.
En juillet 1881, en vue des élections législatives du mois suivant, Duhamel se déclare candidat, en se réclamant de l'Union républicaine, dans la 2e circonscription de Boulogne-sur-Mer, face au député républicain sortant, le centre gauche Alexandre Ribot. Plusieurs députés républicains se plaignent de cette situation auprès de Grévy, d'autant plus que Duhamel est accusé de faire valoir son titre de chef de cabinet auprès des électeurs, alors que les fonctionnaires sont en principe inéligibles. Cependant, le chef de cabinet du président n'est pas un fonctionnaire à proprement parler, car il n'est pas rétribué sur les fonds de l’État. Il est finalement décidé en conseil des ministres que Duhamel doit choisir entre son poste et sa candidature. Ayant opté pour cette dernière, il démissionne de ses fonctions à l’Élysée et se lance dans une rude campagne contre Ribot. Ce dernier est réélu dès le premier tour, mais avec relativement peu de voix d'avance (6 497) sur son concurrent (6 020). Après cet échec, Duhamel ne retrouve pas son poste à l’Élysée mais il est nommé percepteur des contributions directes dans le 11e arrondissement de Paris.
Veuf depuis 1882, Louis Duhamel épouse en secondes noces Claudine-Evelina Lamaille, veuve Moingeard, le 29 juillet 1886. Cette union est de courte durée : la seconde Mme Duhamel demande le divorce dès 1888 et l'obtient deux ans plus tard.
Fin mai 1888, Duhamel provoque un scandale lors d'un banquet républicain à Fauquembergues, où il menace d'un duel le préfet du Pas-de-Calais, Vel-Durand, après que celui-ci a prononcé un discours émaillé de critiques à l'encontre du général Boulanger. Cet incident lui vaut d'être suspecté de boulangisme et d'être révoqué de ses fonctions de percepteur par un arrêté du ministre des Finances en date du 4 juin.
Lors des élections législatives de 1889, Duhamel se présente à nouveau contre Ribot dans la 1re circonscription de Saint-Omer. Républicain révisionniste (c'est-à-dire favorable à la révision de la Constitution), il se défend toutefois de l'étiquette de « boulangiste » que certains journaux lui accolent. Il n'obtient que 612 voix, très loin derrière le conservateur Edmond Marie Lefebvre du Preÿ et, surtout, derrière Ribot, qui est réélu dès le premier tour.
En 1893, il est nommé trésorier-payeur à Obock.
Âgé de 78 ans, Louis Duhamel meurt le 6 décembre 1907 chez son fils, l'homme de lettres Laurent Duhamel-Surville de Balzac, au no 23 de la rue Lepic. Il est inhumé le surlendemain à Suresnes.